# Motorrad-Europameisterschaft 1936

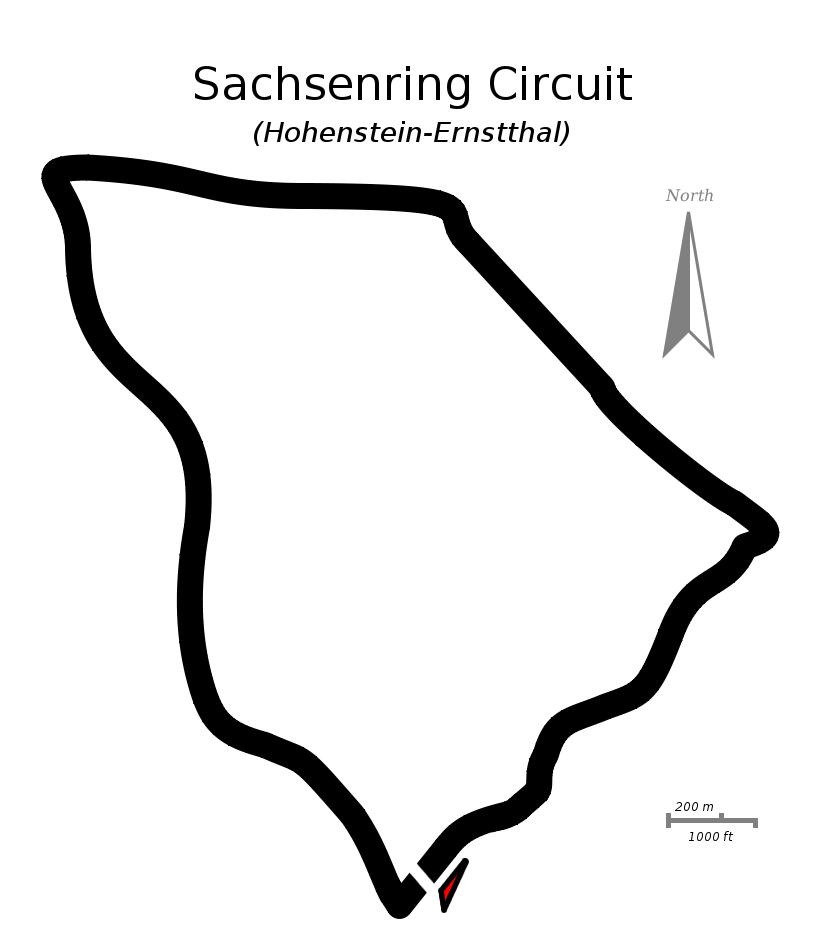
Streckengrafik des Badberg-Vierecks

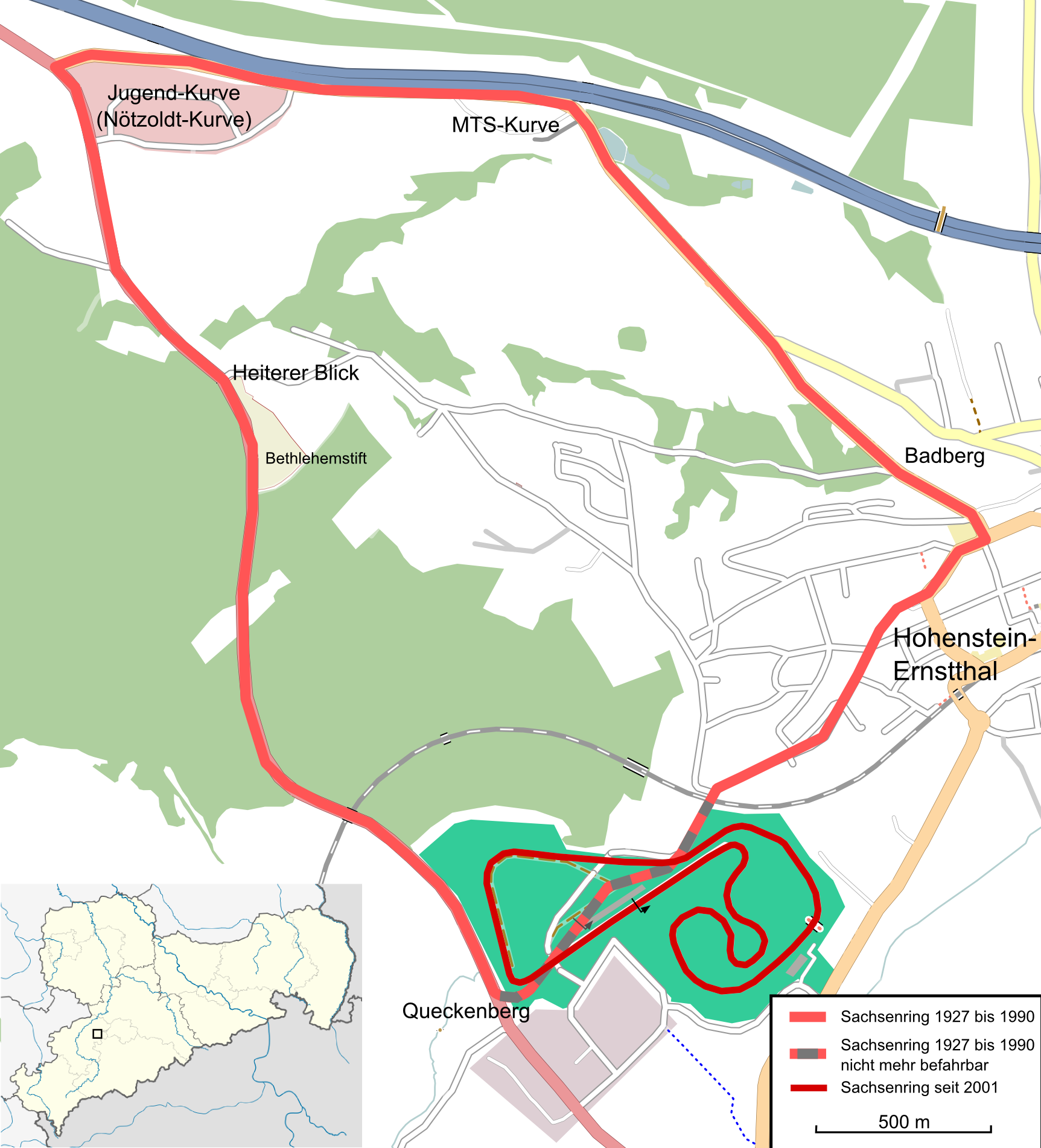
Lage der alten und neuen Strecke des Sachsenrings

Die Titel der Motorrad-Europameisterschaft 1936 wurden beim XIII. Großen Preis der F.I.C.M. vergeben, der am 5. Juli 1936 in Hohenstein-Ernstthal im Rahmen des XI. Großen Preises von Deutschland auf dem 8,7 Kilometer langen Badberg-Viereck ausgetragen wurde.
Der Große Preis von Europa fand zum zweiten Mal im Rahmen des Grand Prix von Deutschland statt. Im Vorfeld der Veranstaltung wurde der Zustand des Straßenoberfläche der Piste noch einmal wesentlich verbessert.

## Rennverläufe
In der 175-cm³-Klasse wurde kein Titel vergeben, da das Starterfeld des über 30 Runden vorgesehenen Rennens nur fünf Fahrer umfasste und keiner davon das Ziel erreichte. Auch der lange Zeit überlegen in Führung liegende DKW-Werkspilot Walfried Winkler musste seine Maschine nach 21 Runden mit Getriebeschaden an der Box abstellen. Der enttäuschende Verlauf des Rennens trug entscheidend zum späteren Niedergang der Rennaktivitäten in dieser Hubraumkategorie bei.
Im Rennen der 250-cm³-Klasse konnte sich der Excelsior-Pilot Henry Tyrell-Smith nach 35 Runden den zweiten EM-Titel seiner Laufbahn sichern. Der Ire profitierte dabei von den technisch bedingten Ausfällen der zwischenzeitlich führenden Arthur Geiss, Omobono Tenni und Raffaele Alberti. Mit dreieinhalb Minuten Rückstand wurde Ewald Kluge auf DKW, der zwischenzeitlich schon auf den zehnten Rang zurückgefallen war und der 1936 auch Deutscher Meister in der Viertelliterklasse wurde, Zweiter. Auf dem dritten Platz, mit einer Runde Rückstand, lief der Rudge-Pilot Bernhard Port aus Saarbrücken ein.
Bei den 350ern siegte der englische Norton-Werksfahrer Freddie Frith. Hinter dem 27-Jährigen belegten die beiden deutschen NSU-Piloten Oskar Steinbach und Heiner Fleischmann die Ränge zwei und drei. Noch vor Ende des 350-cm³-Rennens machten sich viele der etwa 240.000 Zuschauer bereits auf den Heimweg, da die Rennen bis dahin an Spannung zu wünschen übrig gelassen hatten und ein Regenschauer über der Strecke niedergegangen war.
In der Halbliterklasse verteidigte der 39-jährige Schotte Jimmie Guthrie in einem spannenden, 40 Runden andauernden Rennen, seinen im Vorjahr in Nordirland gewonnenen Titel. Zweiter wurde der Bielefelder H. P. Müller auf der großen DKW, dem es gelang, „Crasher“ White in der letzten Kurve noch auf Rang drei zu verweisen und damit in die Phalanx der Norton-Werksfahrer einzubrechen. Vierter wurde Kurt Mansfeld, ebenfalls DKW.
Läufe für Gespanne wurden 1936 nicht veranstaltet.

## Rennergebnisse
| Klasse  | Sieger                          | Zweiter                         | Dritter                         |
| ------- | ------------------------------- | ------------------------------- | ------------------------------- |
| 175 cm³ | kein Starter erreichte das Ziel | kein Starter erreichte das Ziel | kein Starter erreichte das Ziel |
| 250 cm³ | Henry Tyrell-Smith (Excelsior)  | Ewald Kluge (DKW)               | Bernhard Port (Rudge)           |
| 350 cm³ | Freddie Frith (Norton)          | Oskar Steinbach (NSU)           | Heiner Fleischmann (NSU)        |
| 500 cm³ | Jimmie Guthrie (Norton)         | Hermann Paul Müller (DKW)       | John White (Norton)             |

## Verweise